# Hospital de Cerdanya
L'Hospital de Cerdanya, és un centre hospitalari transfronterer i de proximitat, situat a Puigcerdà a la comarca de Cerdanya). És el primer centre de salut transfronterer de la Unió Europea, que combina dos models sanitaris, el català i el francès. La idea d'un hospital comú transfronterer, que donés servei a la població de la Cerdanya i El Capcir, va sorgir a la darreria dels anys 1990 i es va poder fer realitat amb la creació d'una entitat de dret públic europeu de nou tipus: l'Agrupació Europea de Cooperació Territorial (AECT).
El 65% dels diners per a la construcció del centre provenen de fons FEDER, a través del POCTEFA 2007-2013 (Programa de Cooperación Territorial España-Francia-Andorra). La resta del pressupost per a la construcció, l'equipament i funcionament és finançat en un 60% per la Generalitat de Catalunya i un 40% pel Govern de França. El pressupost de funcionament es distribueix, també, entre les autoritats sanitàries catalana i francesa en la mateixa proporció de 60% d'aportació catalana i 40% d'aportació francesa. L'equipament dona servei a una població de 32.000 habitants, catalans tant d'Espanya com de França, repartits entre la Cerdanya i el Capcir. Donat que el territori de referència és una zona turística, la població que s'atèn a l'Hospital de Cerdanya es pot arribar a multiplicar per tres en les èpoques de vacances i temporada d'esquí.
El centre és al pla de Rigolisa, en un terreny cedit per l'ajuntament de Puigcerdà. L'hospital està operatiu des del 19 de setembre del 2014.

## Finançament i marc legal

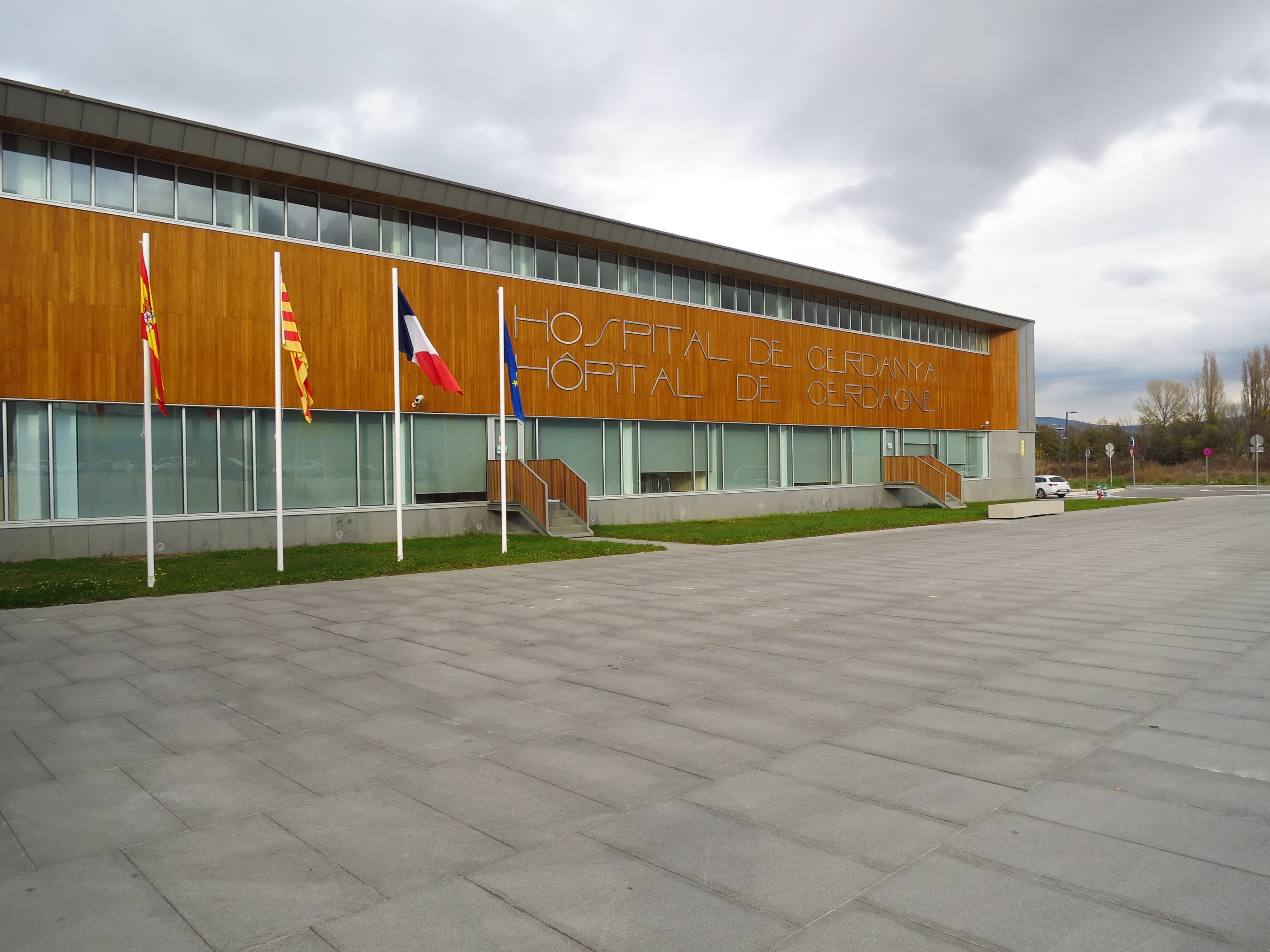
Hospital de la Cerdanya (2014)

Ateses les peculiaritats, la construcció del centre va ser observada amb interès pels responsables sanitaris de la Unió Europea (UE), que va aportar 19 dels 39 milions d'euros de l'obra.
L'Hospital de Cerdanya és una Agrupació Europea de Cooperació Territorial (AECT), fórmula jurídica creada l'any 2006 pel Parlament Europeu i el Consell d'Europa i que té el suport del Comitè de les regions (COR). Emparant-se en aquests marc legal, el primer hospital transfronterer d'Europa podia donar cobertura a una zona que forma part de dos estats i amb competències sanitàries diferenciades.
l'AECT-Hospital de Cerdanya/GECT-Hôpital de Cerdagne es va crear l'any 2010, amb la signatura del «Conveni de Cooperació Sanitària Transfronterera i de constitució de l'AECT-Hospital de Cerdanya». El conveni el subscriuen, per part catalana, el president de la Generalitat, José Montilla, i per part francesa, la ministra de salut i esports del govern de la República Francesa, Roselyne Bachelot-Narquin, la directora general de l'Agència Regional de Salut del Llenguadoc-Rosselló (Agència ara fusionada a la nova macroregió Occitanie), Martine Aoustin i el director general de la Caixa Nacional d'Assegurança de malaltia dels treballadors assalariats, Fréderic Van Roeckeghem.

## Fites del projecte
- 2003 La idea de l'hospital Transfronterer comença a prendre cos, amb un estudi de viabilitat fruit d'un acord entre el President del Consell Regional del Llenguadoc-Rosselló i el President de la Generalitat de Catalunya.
- 2007 Les administracions catalana i francesa firmen un acord per crear el nou hospital, acollint-se a la fórmula de l'Agrupació Europea de Cooperació Territorial (AECT), creada per legislació de la UE l'any anterior. S'acorda la distribució de la inversió per a la construcció de l'hospital: 60% Catalunya, 40% França. Cessió dels terrenys per part de l'ajuntament de Puigcerdà.
- 2008 El govern de la Generalitat aprova un pressupost de 31 milions d'E€ per a la construcció.
- 2009 La Unió Europea aprova l'aportació de la major part del cost de la construcció a través de fons FEDER (Fons Europeu de Desenvolupament Regional). El 23 de febrer comença l'obra.
- 2010 Constitució formal de l'AECT-Hospital de Cerdanya. Es nomena el Consell d'Administració i el consell consultiu de l'entitat.
- 2011 Es crea l'equip operatiu de l'AECT-HC i se’n nomenen els coordinadors català i francès.
- 2012 El 25 de setembre fineixen les obres i s'estableix el pla d'equipament.
- 2013 Equipament.
- 2014 El 19 de Setembre, a les 07:00 hores, l'Hospital entra en funcionament.
- 2016 L'AECT-Hospital de Cerdanya rep el premi Building Europe Across Borders que atorga el Comitè de les Regions de la Unió Europea al millor projecte de cooperació transfronterera.